# 屁派
屁派，又称P派，是安徽省文化大革命时期的派别，意为认为1967年1月26日安徽部分造反派对中共安徽省委的夺权“好个屁”，与认为该夺权“好得很”的好派对立。两派的斗争升级为激烈武斗，毛泽东、中共中央决定让李德生率十二军入皖支左，最终稳定了局势。除安徽屁派外，江苏省文化大革命中的八二七派也被称为“屁派”。

## 扩展阅读
- 刘家驹，《光荣的背后：我的军旅见闻》，美国华忆出版有限公司，2020年4月。
- 李德生， 《李德生回忆录》，解放军出版社，1997年8月；人民出版社，2012年7月，ISBN 9787010110011。
- 梁守福，《乱流浮沉半生缘》（作者为屁派）